# مورونی (مجارستان)
مورونی (به مجاری:  Murony) یک منطقهٔ مسکونی در مجارستان است که در ناحیه بکش واقع شده‌است. مورونی ۳۵٫۶۸ کیلومتر مربع مساحت و ۱٬۲۰۰ نفر جمعیت دارد.